# 越南短腿蟾
越南短腿蟾（学名：Brachytarsophrys intermedia），一种分布于越南、老挝等地区的两栖动物，隶属于角蟾科短腿蟾属。

## 形态特征
越南短腿蟾体型中等，雄蟾体长86～103毫米，雌蟾体长92毫米左右。